# Peckhamia areito
Espèce
Peckhamia areito est une espèce d'araignées aranéomorphes de la famille des Salticidae.

## Distribution
Cette espèce est endémique de la province de Samaná en République dominicaine,. Elle se rencontre vers Santa Bárbara de Samaná.

## Description
Le mâle holotype mesure 3,6 mm et la femelle paratype 4,1 mm.

## Systématique et taxinomie
Cette espèce a été décrite en 2020 par Francisco Cala-Riquelme (d), Abel A. Bustamante (d), Sarah C. Crews (d) et Bruce Cutler (d).

## Publication originale
- (en) Franklyn Cala-Riquelme, Abel A. Bustamante, Sarah C. Crews et Bruce Cutler, « New species of Peckhamia Simon, 1900 (Salticidae: Dendryphantini: Synagelina) from the Greater Antilles », Zootaxa, Magnolia Press (d), vol. 4899, no 1,‎ 30 décembre 2020, p. 141–160 (ISSN 1175-5334 et 1175-5326, OCLC 49030618, DOI 10.11646/ZOOTAXA.4899.1.7, lire en ligne).